# Sandis Prūsis
Sandis Prūsis (* 24. Oktober 1965 in Ventspils) ist ein ehemaliger lettischer Bobpilot.

## Werdegang
Sandis Prūsis nahm an insgesamt vier Olympischen Winterspielen teil: 1992 in Albertville, 1994 in Lillehammer, 1998 in Nagano und 2002 in Salt Lake City. Seine besten Resultate waren ein fünfter Platz im Zweierbob und ein sechster Platz im Viererbob, beides 1998. In diesem Jahr war er auch Flaggenträger der lettischen Delegation bei der Eröffnungszeremonie.
Im Weltcup konnte er jeweils 1999/2000, 2000/01 und 2002/03 den zweiten Platz im Gesamtklassement beim Viererbob belegen. 2003 wurde er außerdem Europameister im Viererbob. 
Er beendete 2003 seine Karriere als aktiver Fahrer und betreute daraufhin von 2004 bis 2006 die italienische Nationalmannschaft als Trainer. Seit 2007 trainiert er die Nationalmannschaft Lettlands.